# Dawu (socken i Kina, Henan, lat 33,50, long 114,34)
Dawu (kinesiska: 大武, 大武乡) är en socken i Kina. Den ligger i provinsen Henan, i den centrala delen av landet, omkring 150 kilometer sydost om provinshuvudstaden Zhengzhou. Antalet invånare är 38 017. Befolkningen består av 19 986 kvinnor och 18 031 män. Barn under 15 år utgör 31 %, vuxna 15-64 år 59 %, och äldre över 65 år 9,0 %.
Genomsnittlig årsnederbörd är 984 millimeter. Den regnigaste månaden är augusti, med i genomsnitt 180 mm nederbörd, och den torraste är januari, med 10 mm nederbörd.